# マル州
座標: 北緯37度0分 東経62度0分 / 北緯37.000度 東経62.000度
マル州（マルしゅう、トルクメン語: Mary welaýaty、ロシア語: Марыйский велаят）は、トルクメニスタンを構成する州（ベラヤト）の一つ。州都はマル。カラクム砂漠に位置し、北をレバプ州、東と南をアフガニスタンと、西をアハル州と接している。面積は8万7千平方キロメートルで、北海道より少し大きい。人口は約161万人（2022年国勢調査）で、州では最も多い。

## 名称
州都のマルに由来する。旧称はメルブ。
公用語のトルクメン語では Mary welaýaty (トルコ語発音: [maɾɯ])。日本語訳はマル州。在トルクメニスタン日本国大使館ではマルィ州と表記している。
一方ソビエト連邦時代の公用語であるロシア語では Марыйский велаятと綴り、それを転記したマリ州またはマリィ州とも呼ばれる。

## 歴史
トルクメン・ソビエト社会主義共和国時代の1939年11月21日に設置された。なお1963年1月10日から1970年12月14日までは廃止されていた。

## 行政区分
マル州は、2市11県（etrapy）に分かれる。また下位区分として、2017年1月時点で8つの市、14の町、143のゲンゲシュ（小会議）、329の村があった
。
1. バイラマリー県（英語版）（Baýramaly） - バイラマリー市
2. Garagum県
3. マル県（英語版）（Mary） - マル市
4. Murgap県
5. Oguzhan県（以前は Howuzhan県と呼ばれた）
6. Sakarçäge県
7. セルヘタバット県（英語版）（Serhetabat、以前は Guşgy県と呼ばれた）
8. Tagtabazar県
9. Türkmengala県
10. Wekilbazar県
11. Ýolöten県

2008年4月18日にAltyn Sähra県が新設されたが、2016年7月24日に廃止された。

## 住民
| 民族構成（1989年ソ連国勢調査） | 民族構成（1989年ソ連国勢調査） | 民族構成（1989年ソ連国勢調査） | 民族構成（1989年ソ連国勢調査） | 民族構成（1989年ソ連国勢調査） |
| ------------------------------ | ------------------------------ | ------------------------------ | ------------------------------ | ------------------------------ |
|                                |                                |                                |                                |                                |
| トルクメン人                   | トルクメン人                   |                                | 81%                            | 81%                            |
| ロシア人                       | ロシア人                       |                                | 7%                             | 7%                             |
| バローチ人                     | バローチ人                     |                                | 3%                             | 3%                             |
| その他                         | その他                         |                                | 9%                             | 9%                             |

2022年国勢調査の人口は1,613,386人で、国全体の約23パーセントを占める。現在の民族構成は独立後一度も国勢調査が公開されていないため不明だが、ソビエト連邦で最後に実施された1989年国勢調査ではトルクメン人が81パーセント、ロシア人が7パーセント、バローチ人が3パーセントだった。

## 観光地
- メルブ遺跡 - 世界遺産
- マルグッシュ遺跡（英語版） - バクトリア・マルギアナ複合の遺跡